# Boris Karlowitsch Schtegman
Boris Karlowitsch Schtegman (russisch Борис Карлович Штегман, wiss. Transliteration Boris Karlovič Štegman; * 13. Dezemberjul. / 25. Dezember 1898greg. in Pskow, Russisches Kaiserreich; † 28. Dezember 1975 in Leningrad, Sowjetunion), international als Boris K. Stegman oder Boris K. Stegmann bekannt, war ein russischer beziehungsweise sowjetischer Ornithologe deutscher Abstammung.

## Leben
Schtegman war der Sohn von Karl Christianowitsch Schtegman, Angestellter einer Reihe von Handelsbanken in Pskow. Im Jahr 1912 zog die Familie nach Sankt Petersburg, wo Schtegman das Gymnasium besuchte. Nach seinem Abschluss wurde er an der Petrograder Universität in der naturwissenschaftlichen Abteilung der Fakultät für Physik und Mathematik aufgenommen. Zwischen 1917 und 1922 absolvierte er zweieinhalb Universitätslehrgänge. Er war ein Schüler von Pjotr Petrowitsch Suschkin. Vom 23. April 1918 bis zum 20. Mai 1919 arbeitete er als Techniker in der Abteilung für angewandte Botanik von Robert Eduardowitsch Regel und erstellte ein Herbarium von Zierpflanzen und anderen Kulturpflanzen.
Von 1919 bis 1921 diente er drei Jahre lang in der Roten Armee. Ab 1921 arbeitete er als Präparator in der Abteilung für Ornithologie am Zoologischen Institut der Akademie der Wissenschaften der UdSSR in Leningrad. Daneben war er von 1921 bis 1923 Spezialist am Allrussischen Forschungsinstitut für Pflanzenschutz. 1928 wurde er wissenschaftlicher Mitarbeiter am Zoologischen Institut. Im Jahr 1934 erhielt er den Titel eines Doktors der biologischen Wissenschaften auf der Grundlage aller veröffentlichten Arbeiten (ohne seine Dissertation zu verteidigen). Von 1935 bis 1938 war er Kurator des Zirkels junger Naturforscher (CCN) am Zoologischen Institut unter der Leitung von A. M. Coton. Von 1931 bis 1941 wurde er im Zoologischen Institut als Forscher erster Klasse geführt.
1930 lobte Erwin Stresemann Schtegman in einem Briefwechsel mit Ernst Hartert für seine taxonomische Arbeit und verglich ihn mit Peter Simon Pallas. Schtegman nahm an den internationalen ornithologischen Kongressen 1930 in Amsterdam und 1934 in Oxford teil. 1936 wurde er zum Ehrenmitglied der Deutschen Ornithologischen Gesellschaft und später zum Ehrenmitglied der British Ornithologists’ Union und der American Ornithologists’ Union gewählt. 1938 veröffentlichte er die Schrift  Principes Généraux des Subdivisions Ornithogéographiques de la Région Paléarctique in russischer Sprache.  Es gab Pläne, Schtegman zum korrespondierenden Mitglied der Akademie der Wissenschaften der UdSSR zu wählen, doch 1938 wurde er wegen falscher Anschuldigungen verhaftet und verbrachte bis 1940 eineinhalb Jahre im Gefängnis. Zu Beginn des Vaterländischen Krieges wurde er als Deutscher aus Leningrad deportiert und ging auf eigenen Wunsch nach Alma-Ata.
Schtegman arbeitete einige Zeit im Almaty-Naturreservat. Da er jedoch keine Aufenthaltsgenehmigung für Alma-Ata erhielt, trat er in den Dienst der kasachischen Biostation von Zagotzhivsyrsyrya ein und begann an den Biostationen am Balchaschsee zu arbeiten. Von 1941 bis 1946 studierte er die Auswirkungen von eingeführten Bisamratten an der Biostation Dzelturang im Ili-Delta. Nach 1946 arbeitete Schtegman einige Zeit am Institut für Zoologie in Alma-Ata (demselben, an dem er 1941 abgelehnt wurde) und wechselte dann an das kasachische Institut für Pflanzenschutz. Er wurde bis 1954 auf der Liste der Sonderdeportierten geführt.
Nach seiner Rückkehr nach Leningrad bemühte sich Schtegman, um eine Anstellung am Zoologischen Institut, wurde aber abgewiesen. Erst 1956 gelang es ihm, eine Stelle am I. D. Papanin Institut für Binnengewässerbiologie in Borok zu bekommen. Schtegmans Anstellung wurde auch von dem Exilanten Boris Sergejewitsch Kusin unterstützt, den Iwan Dmitrijewitsch Papanin zum stellvertretenden Direktor für wissenschaftliche Arbeit machte.
Papanin ernannte Schtegman zum Chefredakteur der Veröffentlichungen des Instituts. Dies ermöglichte es ihm, während er seine verlegerischen Angelegenheiten in Leningrad regelte, viel Zeit in den Sammlungen des Zoologischen Museums Sankt Petersburg zu verbringen. Bis zu seinem Tod war er als leitender Wissenschaftler am Zoologischen Institut in Borok tätig. Im Jahr 1971 erkrankte er schwer. Er starb am 28. Dezember 1975 in Leningrad.
Schtegmans erste wissenschaftliche Arbeiten befassten sich mit Avifaunistik, darunter 1924 eine Abhandlung über die Vögel der Steppen am Altai. Etwa ab Ende der 1920er Jahre wandte sich sein Interesse vor allem der ornithogeographischen Gliederung der paläarktischen Region zu. 1938 erschien sein Buch Grundzüge der ornithogeographischen Gliederung des paläarktischen Gebietes. Weitere Arbeiten Schtegmans behandeln systematische Fragen. Einen Schwerpunkt in der zweiten Hälfte seiner wissenschaftlichen Karriere bildete jedoch die funktionelle Morphologie der Vögel, der ein Großteil seiner Arbeiten gewidmet war.
Schtegman beschrieb die Unterarten Arundinax aedon rufescens, Montifringilla adamsi xerophila, Falco columbarius pacificus, Phoenicurus ochruros xerophilus, Montifringilla blanfordi ventorum, Locustella davidi suschkini, Lanius cristatus confusus, Lanius isabellinus tsaidamensis, Caprimulgus europaeus dementievi, Chloris sinica chabarovi, Carpodacus dubius deserticolor und Perisoreus infaustus rogosowi.

## Dedikationsnamen
- Charadrius mongolus stegmanni Portenko, 1939
- Tetrao urogalloides stegmanni Potapov, 1985
- Passer montanus stegmanni Dementiev, 1933
- Falco tinnunculus stegmanni Portenko, 1931
- Cyanopica cyanus stegmanni Meise, 1932